# Lista över ornitologiska termer
Detta är en lista över termer och begrepp som förekommer inom ornitologin. För termer som används för att beskriva fåglars dräktmönster, fjädertrakter och kroppsdelar, se Fågeltopografi.

## Dräkter och åldrar
- Adult - könsmogen individ som uppnått sin slutgiltiga fjäderdräkt. Fjäderdräkten kan visserligen skifta beroende på säsong. Då talar man exempelvis om "adult vinterdräkt" eller "adult sommardräkt".[1]
- Dununge - nykläckt individ i sin första dundräkt.
- Eklipsdräkt - den fjäderdräkt som adulta hanar bland ett antal fågelarter, speciellt änder men även några vadare, anlägger efter häckningen. Denna fjäderdräkt är diskretare färgad och anläggs när dessa fåglar ruggar och är flygoförmögna.[1]
- Flygg - flygfärdig[2]
- Honfärgad - term som används för arter där exempelvis båda könen under vissa perioder på året, eller ungfåglarna, har en liknande mindre kontrastrik fjäderdräkt och därför inte kan särskiljas i fält. En honfärgad individ kan alltså vara en hona, en ungfågel av endera könen, eller en hane i höstdräkt.
- Häckningsdräkt - den fjäderdräkt som den adulta fågeln bär under häckningstid, det vill säga på vår och försommarhalvåret.
- Juvenil - ung flygfärdig individ som bär sin första fjäderdräkt, efter dundräkten, men som ej börjat rugga någon av dessa fjädrar.[1]
- Postjuvenil - en oprecis beteckning för en individ som befinner sig i någon dräkt efter den juvenila dräkten.[1]
- Praktdräkt - den fjäderdräkt som adulta hanar bland ett antal fågelarter, speciellt änder men även några vadare, anlägger vid parningstid. Denna dräkt är extra färggrann och distinkt tecknad och bärs under senhösten, vintern och våren.
- Pulli eller pull - synonym med dununge.
- Sommardräkt - synonym med häckningsdräkt.
- Subadult - oprecis beteckning för en nästan adult individ. Används om fåglar som är svåra att åldersbedöma som rovfåglar.[1]
- ungfågel - oprecis beteckning för icke adult, ej utfärgad individ.[1]
- utfärgad - alternativ beteckning för adult individ.[1]
- Vinterdräkt - något oprecist begrepp för den fjäderdräkt som fågeln bär utanför häckningstid, det vill säga på sensommaren, hösten och vintern. Begreppet används bara på fåglar vars dräkt skiljer sig under denna period från resterande tid på året.

## Utseende och anatomi
För termer som används för att beskriva fåglars dräktmönster, fjädertrakter och kroppsdelar, se Fågeltopografi. För fjädertyper och fjäderpartier, se Fjäder (biologi).
- Morf - en inte strikt geografiskt avgränsad variant inom en art.[1]
- Albinism - medfödd brist på pigment som hos fåglar orsakas av total avsaknad av båda typer av melanin och resulterar bland annat i helt vit fjäderdräkt och röda ögon.
- Leucism - total eller partiell brist på eumelanin eller feomelanin i hela fjäderdräkten eller i enstaka fjädrar. Resulterar i att fågeln kan ha allt från några enstaka vita fjädrar, till att ha helvit fjäderdräkt. Dock har den inte röda ögon.[3]
- Melanism - förhöjd koncentration av melanin vilket resulterar i att fjäderdräkten blir mörkare än normalt - från svart till rödbrun.[1]
- Kräva - del av matstrupen där en större mängd föda kan lagras och mjukas upp.
- Körtelmage - del av magsäcken där födan spjälkas.
- Muskelmage - del av magsäcken som är uppbyggd av tjocka muskelväggar och används för mekanisk bearbetning av maten.
- Gastrolit - grus eller småsten som sväljs och hamnar i muskelmagen där den hjälper till att mala födan.
- Pecten oculi, pecten eller pekten - solfjäderformad struktur med blodkärl på åderhinnan.[4]
- Blinkhinna - en mer eller mindre genomskinlig tunn hinna som kan dras över hornhinnan för att skydda och fukta ögat, utan att sluta övre eller undre ögonlocket.
- Uropygialkörtel - körtel som utsöndrar ett oljeaktigt sekret som fågeln med näbben bestryker fjädrarna för att förbättra fjädrarnas isoleringsförmåga.
- Jizz - fågelns storlek, form, rörelsemönster, flygsätt, beteende och liknade som gör att den "upplevs" som en viss art.
- Bräm - kontrasterande färg som följer kanten på fågelfjädern.[1]

## Läte
- Spelflykt eller sångflykt är, hos vissa arter, ett spelbeteende under häckningsperioden som innebär att de flyger enligt ett visst arttypiskt rörelsemönster i syfte att attrahera en partner.
- Skuggsång - En typ av tystlåten sång med en ganska fri form som vissa arter kan ägna sig åt, främst framförd av ungfåglar under icke häckningstid.

## Ekologi

### Biotop
- Biotop - ett områdes specifika naturtyp, naturligt avgränsad, där vissa växt- eller djursamhällen hör hemma.
- Habitat - en miljö där en viss växt- eller djurart kan leva. Habitat är delvis synonymt med biotop, men habitat kan sägas vara områdets lämplighet som livsmiljö sedd ur artens perspektiv, medan biotopen är områdets naturtyp mer allmänt
- Pelagisk - "till havvidderna hörande", dvs fåglar som tillbringar största delen av sitt liv över öppet hav.[1]
- Födosök - aktiviteten att söka efter föda.

### Häckning
- Häckning - reproduktionsperioden, från lek och parning till dess att ungarna kan lämna boet.[1]
- Spelbeteende - spektakulära och ljudliga beteenden för att locka till sig individer av det andra könet för fortplantning.
- Lek - specifik arena eller ett system för spelbeteendet. Begreppet kan även användas synonymt för spel.
- Ruvfläck- är mer eller mindre kala fläckar som ruvande fåglar har på buken för att öka värmeöverföringen till äggen.
- Krävmjölk - mycket näringsrikt ostliknande sekret som utsöndras i krävan hos vissa fågelarter och som används som föda till ungarna.

### Beteende
- Skulkare/skulkig - fågel, främst tättingar, som är svårsedd och ofta gömmer sig i buskage eller liknande.
- Nattkvist - plats där fåglar sover.

### Ruggning och fjäderdräkt
- Ruggning - cykliska process som resulterar i att gamla fjädrar byts ut mot nya för att alltid hålla fjäderdräkten i trim.[1]
- Skräckruggning - förmågan att vid fara kunna tappa ett flertal fjädrar på en och samma gång, förmodligen för att förvirra ett anfallande djur.
- Putsning - olika metoder för att rengöra, och ibland olja in fjäderdräkten, ofta med hjälp av näbben, och, eller fötterna.
- Sandbadning - metod att göra rent fjäderdräkten genom att delvis gräva ned sig i sand
- Myrning - metod hos vissa arter för att bli av med löss och ohyra i fjäderdräkten. Fågel breder ut vingarna där det finns myror, exempelvis vid en myrstack, och låter myrorna ta hand om lössen.

### Flygning
- Murmuration - mycket stor flock av starar som flyger synkroniserat.
- Ryttla - förmågan hos vissa fågelarter att stå stilla i luften genom att slå snabbt med vingarna.[1]
- Uppflog - individ eller flock som hastigt lyfter och tar till vingarna.
- Inflog - större inflöde av fåglar till ett område.
- Termikflygning - form av glidflygning, där lyft orsakas av termik, vilket gör att fågeln kan förflytta sig i luften utan att flaxa med vingarna.
- Bågflykt - flykt som innebär tydliga upp- och nedåtgående bågar. Exempelvis många hackspettar flyger på detta sätt.
- Spelflykt - under häckningstiden uppvisar vissa arter ett arttypiskt rörelsemönster i luften i syfte att attrahera en partner.
- Dynamisk glidflygning - specifik glidflygteknik